# Barbatula bergiana
Barbatula bergiana är en fiskart som först beskrevs av Derjavin, 1934.  Barbatula bergiana ingår i släktet Barbatula och familjen grönlingsfiskar. Inga underarter finns listade.